# Willy Dittmar
Willy Dittmar (* 31. Juli 1910; † nach 1949) war ein deutscher Fußballspieler, der 1949 für die BSG KWU Erfurt in der höchsten ostdeutschen Fußball-Liga spielte.

## Sportliche Laufbahn
Als sich nach dem Ende des Zweiten Weltkriegs in Erfurt die SG Erfurt-West an den ersten territorial eng begrenzten Fußballwettbewerben beteiligte, hatte sie 1948 bei ihrer Erfurter Kreismeisterschaft in ihren Reihen auch den 38-jährigen Stürmer Willi Dittmar. Ein Jahr später nannte sich die Mannschaft SG Fortuna Erfurt und gewann mit Dittmar die Thüringer Fußballmeisterschaft. Damit war sie an der Ostzonenmeisterschaft 1949 teilnahmeberechtigt. Fortuna drang bis in das Endspiel vor, unterlag dort aber mit Dittmar als halbrechtem Stürmer der ZSG Union Halle mit 1:4. 
Als Vizemeister bekamen die Erfurter das Startrecht für die ostdeutsche Fußball-Zonenliga (später DS-Oberliga, DDR-Oberliga), mit der ab 1949/50 der ostdeutsche Fußballmeister ermittelt wurde. Obwohl Dittmar zu Saisonbeginn bereits 39 Jahre alt war, nahmen ihn die Erfurter, die sich als BSG KWU neu strukturiert hatten, mit in ihr Liga-Aufgebot. Er kam auch im ersten Punktspiel zum Einsatz, spielte danach am vierten Spieltag, und stand auch in den Punktspielen 7 – 9 in der Mannschaft. Danach verzichtete Trainer Hans Carl auf seinen ältesten Spieler, dessen Karriere im höherklassigen Fußball damit beendet war.